# Lite-On
Lite-On, también conocida como LiteOn o LiteON, es una empresa taiwanesa que fabrica productos electrónicos de consumo como LEDs, semiconductores, monitores, placas base, discos duros, entre otros componentes.

## Historia
Lite-On comenzó en 1975 por parte de ex-empleados taiwaneses de Texas Instruments. La línea de negocio original eran los productos ópticos (LED). Luego se diversificaron en fuentes de alimentación para computadoras al iniciar la División de Conversión de Energía, y posteriormente se abrieron hacia nuevos componentes.
En 1983 Lite-On Electronics emitió una oferta pública inicial como la primera empresa de tecnología que cotiza en la Bolsa de Valores de Taiwán con el Código de Acciones 2301.
En 2003, Lite-ON designó a Dragon Group como su único distribuidor en Indonesia. En 2006, Lite-On IT Corporation adquirió el Optical Disk Drive Business de BenQ Corporation para convertirse en uno de los 3 principales fabricantes de ODD del mundo.
En marzo de 2007, Lite-On IT Corporation formó una empresa conjunta con Koninklijke Philips Electronics NV para su división de unidades de disco óptico como Philips & Lite-On Digital Solutions Corporation (PLDS).
Kioxia (antes Toshiba Memory) anunció el 30 de agosto de 2019 que firmó un acuerdo definitivo para adquirir el negocio de SSD de Lite-On por 165 millones de dólares. La transacción se cerró en 2020.